# بیزواتر (کویینز)
بیزواتر (به انگلیسی: Bayswater) یک منطقهٔ مسکونی در ایالات متحده آمریکا است که در کویینز واقع شده‌است.
بیزواتر در ناحیه کویینز۱۴ واقع شده است و کد پستی آن ۱۱۶۹۱ است. این منطقه در حوزه استحفاظی بخش ۱۰۱ اداره پلیس شهر نیویورک  قرار دارد.

## جمعیت
بیزواتر ۱۹٬۱۲۸ نفر جمعیت دارد.